# سیرا نوادا د سانتا مارتا
سیرا نوادا د سانتا مارتا (به اسپانیایی: Sierra Nevada de Santa Marta) یک رشته‌کوه در کلمبیا است. سیرا نوادا د سانتا مارتا ۵٬۷۱۰ متر بالاتر از سطح دریا واقع شده‌است.